# Lorenzo Boturini Bernaducci
Lorenzo Boturini Benaducci (anche Botterini) (Sondrio, 18 aprile 1698 – Madrid, 1749) è stato uno storico, antiquario ed etnologo italiano attivo nei territori delle colonie nordamericane dell'impero spagnolo.

## Gioventù
Nato in Italia da una famiglia nobile, Lorenzo Boturini Benaducci studiò a Milano e visse prima a Trieste quindi a Vienna. Divenne cavaliere del Sacro Romano Impero. Obbligato ad abbandonare l'Austria a causa della guerra con la Spagna, Boturini arrivò in Spagna passando attraverso Inghilterra e Portogallo. Quando giunse a Madrid incontrò la Contessa di Santibáñez, la figlia maggiore della Contessa di Moctezuma. La contessa lo autorizzò a percepire una pensione per suo conto, in quanto discendente dell'imperatore azteco Montezuma II, dal tesoro reale nella Nuova Spagna.

## In Nuova Spagna
Boturini andò quindi in Nuova Spagna nel 1736, dove rimase per otto anni. Durante questo periodo costituì una vasta collezione di dipinti, mappe, manoscritti e codici originali. Copiò più di 500 iscrizioni precolombiane e riprodusse in fedeli disegni numerosi monumenti e sculture, investigò la storia dell'apparizione della Vergine di Guadalupe sulla collina di Tepeyac. Viaggiò molto e durante questi viaggi raccolse la più grande collezione di antichità messicane di ogni tempo mai messa assieme da un europeo.

## Opere
- Oratio ad Divinam Sapientiam (inedita).
- Idea de una Nueva Historia General de la América Septentrional. Madrid, 1746; Città del Messico, 1871.
- Catálogo del Museu Indiano. Città del Messico, 1871.
- Historia general de la América Septentrional por el caballero Lorenzo Boturini Benaducci. Madrid, 1948.